# 达扎寺 (拉萨市)
达扎寺，位于中國西藏拉薩市堆龙德庆區乃琼镇乃琼村，是一座藏传佛教格鲁派寺院。

## 简介
达扎寺位于拉萨市区以东15英里处的堆龙德庆區内，是一座规模较小的格鲁派寺院，也是达扎活佛的驻锡地。三世达扎活佛曾任西藏摄政，是西藏历史上的知名人物。
21世纪初，达扎寺活佛曾以“爱国爱教”为主题为僧尼授课，反响热烈。随后，2012年，西藏自治区组织藏传佛教高僧在全西藏自治区的寺庙以“爱国爱教、遵规守法、弃恶扬善、崇尚和谐、祈求和平”为主题授课，受到僧尼欢迎。
2012年，该寺的僧人次仁被评为西藏自治区爱国守法先进僧尼。